# Alurnus undatus
Alurnus undatus là một loài bọ cánh cứng trong họ Chrysomelidae. Loài này được Brême miêu tả khoa học năm 1844.